# José Adalberto Jiménez Mendoza
José Adalberto Jiménez Mendoza OFM Cap. (ur. 23 czerwca 1969 w San Plácido) – ekwadorski duchowny katolicki, kapucyn, wikariusz apostolski wikariatu Aguarico od 2017.

## Życiorys
14 sierpnia 1996 złożył śluby wieczyste w zakonie kapucynów. Święcenia kapłańskie otrzymał 16 maja 1997. Przez kilka lat pracował w zakonnych placówkach formacyjnych. W 2005 został wybrany przełożonym ekwadorskiej wiceprowincji na trzyletnią kadencję (ponownie wybierano go na ten urząd w 2008 i 2014). W 2016 został przewodniczącym konferencji zakonników ekwadorskich.
2 sierpnia 2017 papież Franciszek mianował go wikariuszem apostolskim wikariatu Aguarico oraz biskupem tytularnym Ubaba. Sakry udzielił mu 6 października 2017 biskup Jesús Esteban Sádaba Pérez.